# Kevin Trapp
Kevin Trapp (født 8. juli 1990) er en tysk fodboldspiller, der spiller for Eintracht Frankfurt.

## Karriere

### Paris Saint-Germain
Den 8. juni 2015 skrev Trapp under på en femårig aftale med Paris Saint-Germain.